# 瓦连京·列兹尼琴科
瓦连京·米哈伊洛维奇·列兹尼琴科 （烏克蘭語：Валентин Михайлович Резніченко；1972年4月22日—），乌克兰政治人物，曾任第聂伯罗彼得罗夫斯克州州长 。列兹尼琴科在上任第聂伯罗彼得罗夫斯克州州长前曾为扎波罗热州州长。